# 蒙特罗索格拉纳
蒙特罗索格拉纳（義大利語：Monterosso Grana），是意大利库内奥省的一个市镇。总面积42平方公里，人口546人，人口密度13.0人/平方公里（2009年）。ISTAT代码为004139。